# رولاند س. جوردن
رولاند س. جوردن (بالإنجليزية: Roland C. Jordan)‏ هو منظر موسيقى وملحن أمريكي، ولد في 1938.